# Motive Studio
Motive Studio — канадський розробник відеоігор, що базується в Монреалі та належить Electronic Arts. Після свого заснування в липні 2015 року студія працювала над Project Ragtag, скасованою грою за всесвітом «Зоряних війн», а згодом розробила сюжетну кампанію для Star Wars Battlefront II (2017). У 2020 році вийшла Star Wars: Squadrons, перший самостійний проєкт Motive. Студія також розробила Dead Space (2023), ремейк однойменної відеогри 2008 року.

## Історія

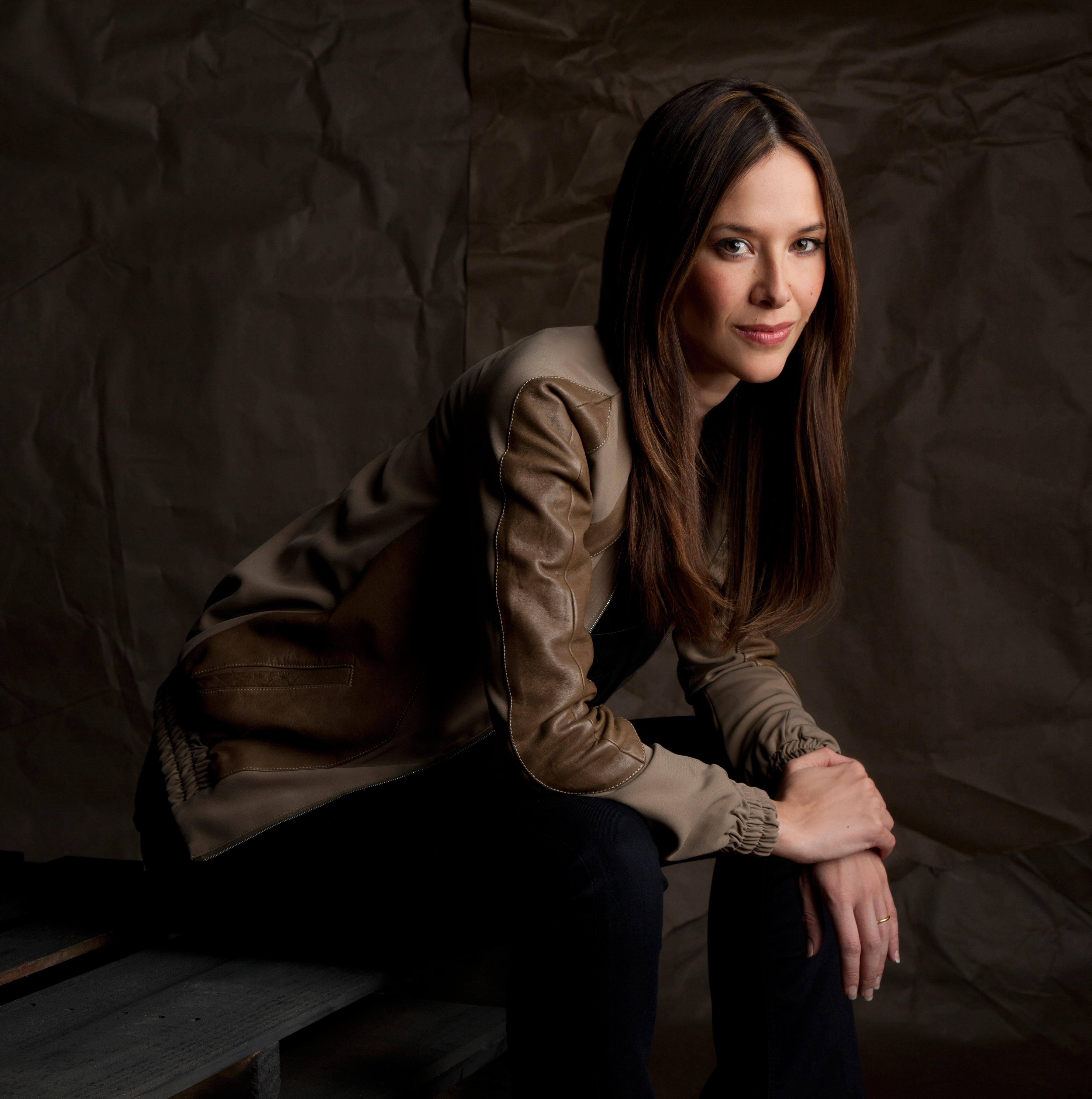
Джейд Реймонд, засновниця Motive Studio

Motive Studio була заснована в липні 2015 року як дочірня студія Electronic Arts (EA) під керівництвом Джейд Реймонд, колишньої виконавчої директорки та продюсерки Ubisoft. Початковою метою студії була розробка пригодницьких бойовиків і нової інтелектуальної власності. Після свого заснування студія долучилася до Visceral Games для роботи над Project Ragtag, згодом скасованою грою за всесвітом «Зоряних війн». Пізніше Motive було доручено створення сюжетної кампанії для Star Wars Battlefront II (2017), продовження перезапуску серії Battlefront, над яким студія працювала спільно з DICE та Criterion Games. На початку 2017 року до студії приєдналася Кім Свіфт як директорка із дизайну. До травня кількість співробітників Motive перевищила 100 осіб. У серпні монреальський відділ BioWare, що також належав EA, був об'єднаний з Motive.
Одночасно з розробкою Battlefront II, студія працювала над проєктом під робочою назвою Gaia, який позиціювався як «надзвичайно амбітна та інноваційна гра». Після випуску Battlefront II частина команди, що займалася його розробкою, приєдналася до команди Gaia, що призвело до виникнення культурного конфлікту в студії. Цей конфлікт спричинив відставки кількох керівників проєкту. У червні 2018 року Motive відкрила нове відділення у Ванкувері. Після того, як Реймонд звільнилася зі студії восени того ж року, на посаду старшого віцепрезидента та генерального директора Motive був призначений Патрік Клаус, колишній виконавчий директор Ubisoft Québec. Через кадрові перестановки розробка Gaia була перезапущена, але зрештою EA ухвалила рішення про скасування проєкту.
Першим самостійним проєктом Motive став космічний симулятор Star Wars: Squadrons (2019), який отримав загалом схвальні відгуки критиків. У січні 2023 року вийшов survival horror Dead Space — ремейк однойменної відеогри 2008 року, анонсований кількома роками раніше. Ремейк здобув загалом схвальні відгуки критиків. Хоча після його випуску студія обмірковувала ідеї для нової гри в серії Dead Space, зрештою вони не були реалізовані. У лютому 2023 року Motive оголосила про початок роботи над проєктом за мотивами коміксів Marvel про Залізну людину, який став частиною партнерства між EA та Marvel, анонсованого восени 2022-го. У жовтні стало відомо, що для розробки гри використовується ігровий рушій Unreal Engine 5. Того ж місяця до команди сценаристів проєкту про Залізну людину долучився автор коміксів Раян Норт. У квітні 2024 року Motive приєдналася до Criterion Games, DICE та Ripple Effect — інших студій EA — для надання допомоги в розробці однокористувацьких та багатокористувацьких аспектів майбутніх ігор Battlefield.

## Розроблені ігри
| Рік  | Назва                            | Платформа                                         |
| ---- | -------------------------------- | ------------------------------------------------- |
| 2017 | Star Wars Battlefront II         | Microsoft Windows, PlayStation 4, Xbox One        |
| 2020 | Star Wars: Squadrons             | Microsoft Windows, PlayStation 4, Xbox One        |
| 2023 | Dead Space                       | Microsoft Windows, PlayStation 5, Xbox Series X/S |
| Н/Д  | Неназвана гра про Залізну людину | Н/Д                                               |